# Naporościak złotorostowy
Naporościak złotorostowy (Lichenoconium xanthoriae M.S. Christ.) – gatunek grzybów z klasy Dothideomycetes. Grzyb naporostowy.

## Systematyka i nazewnictwo
Pozycja w klasyfikacji według Index Fungorum: Lichenoconium, Lichenoconiaceae, Lichenoconiales, Incertae sedis, Dothideomycetes, Pezizomycotina, Ascomycota, Fungi.
Po raz pierwszy opisał go w 1956 r. Mogens Skytte Christiansen na złotoroście wieloowocnikowym (Polycauliona polycarpa) w Niemczech. Nazwa polska według Wiesława Fałtynowicza.

## Morfologia
Znany tylko w postaci anamorfy. Tworzy kuliste, zanurzone lub częściowo zanurzone pyknidia o średnicy (80–)100–175(–200) µm. Ściana złożona z ciemnobrązowych komórek o średnicy 5–10 × 3–7 µm. Komórki konidiotwórcze (5)6–8(–11) x (2–)2,5–4 µm. Konidia kuliste ze ściętą podstawą, brązowe do ciemnobrązowych, prawie gładkie lub brodawkowate (2,5–)3–4,5(–6) µm.

## Występowanie i siedlisko
Podano występowanie  Lichenoconium xanthoriae w Ameryce Północnej i Europie. W Polsce podano jego stanowiska na owocnikach złotorostu ściennego (Xanthoria parietina) i złotorostu wieloowocnikowego (Polycauliona polycarpa). Grzyb pasożytniczy.